# Leopold Andrian

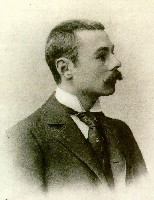
Leopold Andrian

Leopold Freiherr von Andrian zu Werburg (Berlín, 9 de maig de 1875-Friburg, 19 de novembre de 1951) era un escriptor membre del cercle «Jove Viena», la seva obra més coneguda és Der Garten der Erkenntnis. En acabar la Primera Guerra Mundial, Andrian fou el primer director de l'òpera de Viena, però deixà l'òpera després de l'abdicació de l'emperador d'Àustria. Entre les dues guerres, Andrian evolucionà a una mentalitat més cristiana i conservadora i s'exilià al Brasil durant la Segona Guerra Mundial. Volia ser enterrat en els Alps austríacs, on passà els moments més feliços de la seva joventut. Andrian va tenir moltíssima correspondència amb el dramaturg austríac Hugo von Hofmannsthal, que li tenia molt afecte.

## Obres
- Der Garten der Erkenntnis. Erzählung. Schmidt-Dengler, Graz, 1895
- Gedichte. De Zilverdistel, Haarlem, 1913
- Das Fest der Jugend. Des Gartens der Erkenntnis erster Teil und die Jugendgedichte. Fischer, Berlin, 1919
- Die Ständeordnung des Alls. Rationales Weltbild eines katholischen Dichters. Kösel & Pustet, München, 1930
- Österreich im Prisma der Idee. Katechismus der Führenden. Schmidt-Dengler, Graz, 1937
- Das Fest der Jugend. Die Jugendgedichte und ein Sonett. Schmidt-Dengler, Graz, 1948
- Leopold Andrian und die Blätter für die Kunst. Gedichte, Briefwechsel mit Stefan George und anderes. Mit einer Einleitung hrsg. von Walter H. Perl. Hauswedell, Hamburg, 1960
- Frühe Gedichte. Hrsg. von Walter H. Perl. Hauswedell, Hamburg, 1972
- Fragmente aus "Erwin und Elmire". Mit einer Einleitung und Kommentar hrsg. von Joëlle Stoupy. Castrum-Peregrini, Amsterdam, 1993
- Der Garten der Erkenntnis und andere Dichtungen. Mit einem Nachwort hrsg. von Dieter Sudhoff. Igel, Oldenburg, 2003